# Wacław Święcicki

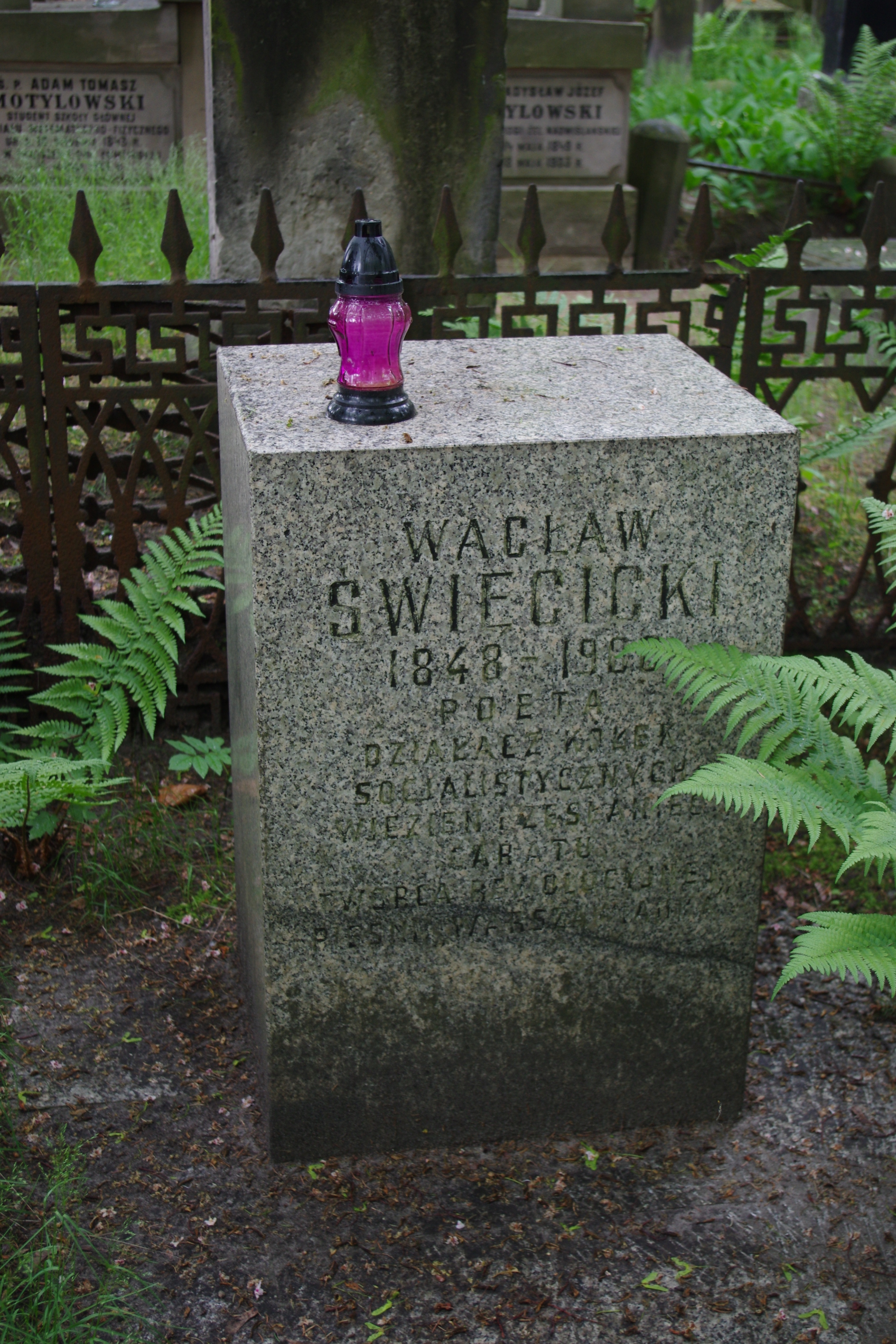
Grób działacza socjalistycznego i poety Wacława Święcickiego na Starych Powązkach w Warszawie

Wacław Święcicki (ur. 26 września 1848 w Warszawie, zm. 26 października 1900 tamże) – polski polityk i działacz socjalistyczny, poeta, autor Warszawianki 1905.

## Życiorys
Był synem aptekarza, Hipolita Święcickiego i Julii z Cyzmerów. Od 1867 studiował w Szkole Głównej Warszawskiej, w latach 1872-1875 w petersburskim Instytucie Technologicznym, podobnie jak Ludwik Waryński czy Stanisław Kunicki, wiążąc się z jednym ze studenckich kółek socjalistycznych, należących do nielegalnej Gminy Polskiej. Za udział w demonstracjach ulicznych wydalono go z uczelni. W 1876 powrócił do Warszawy, podjął pracę na Kolei Warszawsko-Wiedeńskiej, współpracując z poznanym jeszcze w Petersburgu Waryńskim przy organizacji pierwszych kół rewolucyjnych.
Pod koniec 1877 r. Święcicki uczestniczył w „agitacji socjalistycznej”. Rok później został aresztowany wraz z grupą towarzyszy (Filipina Płaskowicka, Bolesław Mondszajn, Józef Pławiński, Aleksiej Drobysz-Drobyszewski, Maria Hildt, Jan Hłasko i inni) i umieszczony wraz z nimi w Cytadeli Warszawskiej.
Prokurator Plewe raportował: „Co do Święcickiego dane [...] wskazują na współdziałanie w sprawie propagandy nie tylko przez prace literackie, lecz i na innej drodze”: mianowicie przez pomaganie skompromitowanemu politycznie rewolucjoniście rosyjskiemu Drobysz-Drobyszewskiemu, uprzedzanie zainteresowanych o zamierzonych aresztowaniach, zawiadamianie o ucieczce Waryńskiego, dysponowanie pieniędzmi przeznaczonymi na cele propagandy socjalistycznej.
Dwa lata przebywał w X Pawilonie, gdzie wraz z Filipiną Płaskowicką redagował odręcznie pisaną nielegalną gazetę Głos Więźnia. Organ więzionych socjalistów polskich”, w której zamieścił kilka swoich wierszy więziennych (Czegoż chcą? Genewa 1882: satyrę Don Pedro oraz wiersze Przed drogą na Sybir, Oj, źle, bracia..., Kolęda). Wyrokiem z 14 kwietnia 1880 został skazany na zesłanie na Syberię. Powrócił w 1883, był członkiem I Proletariatu.
Zmarł dotknięty poważną chorobą. Pochowany został na cmentarzu Powązkowskim (kw.13-4-13/14).